# Había una vez un circo
Había una vez un circo es una película argentina dirigida por Enrique Carreras en el año 1972 y producida por Argentina Sono Film que reúne un conjunto de canciones de Gaby, Fofó y Miliki que han disfrutado grandes y chicos desde muchos años atrás. La película se estrenó en Buenos Aires el 17 de agosto de 1972 y fue todo un éxito en taquilla, llegando a estrenarse en otros países como Colombia, Chile, Brasil, Venezuela, México, Uruguay e incluso en España a donde llegó el año siguiente. La película fue distribuida en distintos formatos como Super 8 y VHS en los años 80, y en enero de 2014 fue lanzada en formato DVD que incluía una versión Karaoke y una Copia digital.

## Sinopsis
Una niña llamada Andrea (Andrea del Boca) cae enferma y solo desea una cosa: el circo. Entonces su padre (Jorge Barreiro) convence a los artistas del circo para que vengan a hacer una actuación en su casa para que así la niña mejore, y así es. El padre, que es viudo, se quiere casar con Carla (Alicia Márquez), una mujer frívola que solo está interesada en su dinero. Él le cuenta su hija que pronto será la boda y que se irá de viaje de luna de miel por toda Europa, entonces Andrea se enfada porque ella también quiere ir y no puede, después de eso la niña se escapa de casa hacia el circo. El padre, tras encontrar a su hija, reflexiona sobre su comportamiento y decide no casarse, pero al final decide casarse con Aurelia (Mercedes Carreras).
Al enterarse de eso, el hermano de Carla decide secuestrar a la niña para pedir dinero como rescate. Ante esta situación, los payasos del circo (Gaby, Fofó, Miliki y Fofito) deciden intervenir en la situación y rescatar a la niña.

## Intérpretes
- Gaby como él mismo.
- Fofó como él mismo.
- Miliki como él mismo.
- Fofito como él mismo.
- Jorge Barreiro como Sebastian Otaegui.
- Andrea del Boca como Andrea.[2]
- Olinda Bozán como Ama de llaves Leonor.
- Cayetano Biondo como el velador.
- Alicia Márquez como Carla Villafañe.
- Mercedes Carreras como Aurelia.[3]
- Héctor Fuentes como hermano de Carla.
- Osvaldo Brandi como Efrain.
- Cristina Alberó como Isabel.
- Aurora del Mar como mucama.
- Carlos Luzzieti
- Rodolfo Machado como banda secuestradores (llamado telefonico).
- Aldo Mayo como banda secuestradores.
- Rodolfo Onetto como don Raúl, dueño del circo.
- Mario Savino
- Virginia Romay como Marta.

## Canciones
| Canción                          | Intérprete                         |
| -------------------------------- | ---------------------------------- |
| Mamá (papá), cómprame unas botas | Mercedes Carreras y Rodolfo Onetto |
| Los tres ratas                   | Gaby, Fofó, Miliki y Fofito        |
| Feliz, feliz en tu día           | Gaby, Fofó, Miliki y Fofito        |
| La gallina turuleca              | Fofó                               |
| La tarántula                     | Mercedes Carreras                  |
| La campiña                       | Fofó                               |
| Don Pepito                       | Fofó                               |
| Había una vez un circo           | Gaby, Fofó, Miliki y Fofito        |